# Velká pardubická 1997
Velká pardubická 1997 byla 107. ročník tohoto dostihu. Konala se 12. října na pardubickém dostihovém závodišti. Vítězem se stal poprvé devítiletý hnědák Vronsky s žokejem Josefem Váňou, pro kterého to bylo páté vítězství. Čas vítěze byl 10:34,30 minuty.
Na druhém místě dojel irský Marketplace v sedle s Pavlem Složilem a třetí byl Gretty, kterého vedla amatérka Lucie Baluchová. Ta byla sedmou ženou v historii Velké pardubické, která se postavila na start.
Startovní listina obsahovala 14 koní, jediným zahraničním byl francouzský Uraniun.
Hlavním sponzorem byla Česká pojišťovna a běželo se o celkovou částku 2 800 000 Kč.

## Pořadí v cíli (prvních pět)
| * | Kůň         | Jezdec          |
| - | ----------- | --------------- |
| 1 | Vronsky     | Josef Váňa      |
| 2 | Marketplace | Pavel Složil    |
| 3 | Gretty      | Lucie Baluchová |
| 4 | Holan       | Zdeněk Lášek    |
| 5 | Hřivna      | Pavel Kašný     |